# Lunde (Kramfors)
Lunde is een plaats in de gemeente Kramfors in het landschap Ångermanland en de provincie Västernorrlands län in Zweden. De plaats heeft 431 inwoners (2005) en een oppervlakte van 137 hectare. De plaats ligt aan de rivier de Ångermanälven, vlak bij de plaats waar de rivier uitmondt in de Botnische Golf.

## Verkeer en vervoer
Bij de plaats lopen de Riksväg 90 en Länsväg 332.